# Branchiostegus saitoi
Branchiostegus saitoi is een straalvinnige vissensoort uit de familie van de tegelvissen (Malacanthidae). De wetenschappelijke naam van de soort is voor het eerst geldig gepubliceerd in 2012 door Dooley & Iwatsuki.